# Hamburg Süd

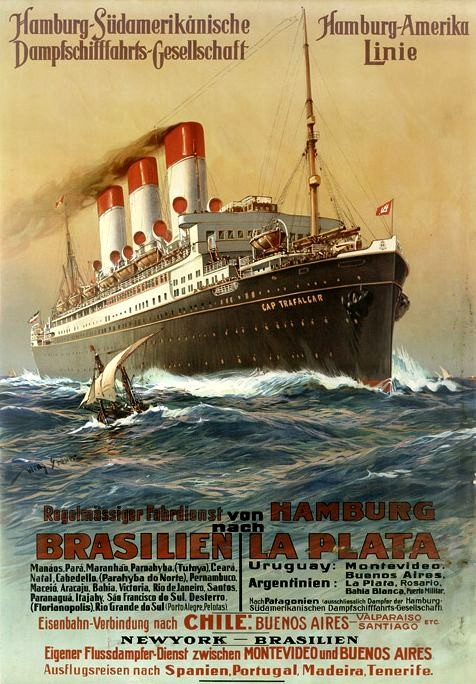
Le paquebot Cap Trafalgar en 1914

La Hamburg Südamerikanische Dampfschifffahrts-Gesellschaft (HSDG), ou plus simplement Hamburg Süd, est une compagnie maritime allemande dont le siège est à Hambourg. Elle a été fondée par onze négociants, le 4 novembre 1871, en tant que société par actions. C'est aujourd'hui une société par commandite spécialisée dans les porte-conteneurs qui appartient au groupe allemand Dr. Oetker. Elle comptait en 2009 4 791 employés, 148 bateaux en service, et un chiffre d'affaires annuel de 3,193 milliards d'euros.

## Histoire

### Des débuts à la Première Guerre mondiale

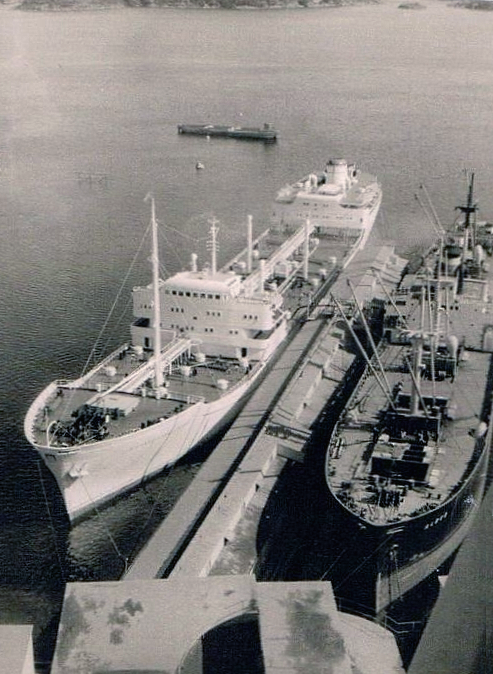
Oetker tanker Richard Kaselowsky dans le port norvégien de Brevik (1960)

En 1871 onze maisons de négoce situées à Hambourg fondent la HSDG, sous l'impulsion de Heinrich Amsinck qui en devient le premier président. Trois vapeurs de 4 000 tonneaux de jauge brute desservent mensuellement le Brésil, l'Uruguay et l'Argentine, et bientôt un quatrième. L'année 1906 des paquebots à vapeur rapides comme le Cap Vilano ou le Cap Arcona I sont lancés.[réf. nécessaire]
La compagnie possède cinquante bateaux en 1914, représentant 325 000 tonneaux (919 750 m3 de volume). Les plus connus sont le Cap Finisterre, le Cap Trafalgar, le Cap Polonio et le Cap Arcona I.[réf. nécessaire]
Les bateaux de passagers sont réquisitionnés en août 1914 par la Kaiserliche Marine, et ceux restés en Amérique sont réquisitionnés en 1917, à l'entrée en guerre des États-Unis et du Brésil ; puis la compagnie perd en 1918 tous ses bateaux, qui sont transférés aux Alliés.[réf. nécessaire]

### Entre les deux guerres
La compagnie ayant perdu toute sa flotte, elle doit redémarrer à zéro en 1918. De nouveaux paquebots sont lancés, comme les transatlantiques Cap Polonio en 1922, et Cap Arcona II en 1927.[réf. nécessaire]
La compagnie commence le transport frigorifique en 1930, avec le transport de fruits en chambre froide — ce qui amène la construction de bateaux frigorifiques spécifiques.[réf. nécessaire]
En 1939 la compagnie détient une flotte de cinquante navires de 400 000 tonneaux de jauge brute.[réf. nécessaire]

### Depuis 1945
La Hamburg Süd se diversifie dans les années 1950 avec les porte-conteneurs, les tankers et le transport frigorifique.[réf. nécessaire]
La compagnie Dr. Oetker devient propriétaire de la Hamburg Süd en 1955 et lance encore de grands paquebots de ligne. Elle acquiert la Deutsche Levante Linie en 1956 et s'implante ainsi en Méditerranée, puis dessert l'Amérique du Nord et la Nouvelle-Zélande à partir de 1957 avec le Columbus New Zeeland, qui est le premier porte-conteneur à couvrir la région en 1971.[réf. nécessaire]
En décembre 2016, Mærsk annonce l'acquisition de Hamburg Süd, qui à ce moment-là, possède 5 960 employés avec un chiffre d'affaires de 6,73 milliards de dollars. En avril 2017, le montant de la transaction est précisé, à 3,7 milliards d'euros.

## Aide humanitaire
Entreprise internationale, Hamburg Süd met les capacités de transport de ses navires à la disposition d'organisations caritatives internationales afin de transporter le plus rapidement possible des denrées alimentaires, équipements techniques et secours médicaux vers les sites de catastrophes naturelles, comme au Pakistan[réf. nécessaire] ou à Haïti.
Hamburg Süd entretient une relation de longue date avec SOS Villages d’Enfants International et soutient ses projets dans de nombreux pays. Hambourg Süd soutient également plusieurs initiatives dans les domaines de l’éducation et de la culture,[réf. nécessaire] par exemple les expositions internationales des United Buddy Bears.